# Parafia Matki Boskiej Królowej Polski w Dąbiu
Parafia Matki Bożej Królowej Polski w Dąbiu – parafia rzymskokatolicka w Dąbiu.
Parafia erygowana w 1985 roku. Obecny kościół parafialny wybudowany w latach 1982–1984 przez ks. Ryszarda Kardasa, budowę kościoła zakończył ks. Edward Jarmoch. 
Terytorium parafii obejmuje Dąbie oraz Żdżary.